# Playa del Paso
Playa del Paso est une petite plage de graviers volcaniques sur la côte du ouest, située sur la commune de Yaiza de l'île de Lanzarote dans l'archipel des Canaries. 
Cette plage rocheuse soumise aux vagues et aux courants dangereux n'est pas un site de baignade.

## Géologie
Le site a été formé par l'érosion des coulées de lave de type de l'éruption de 1824. Les rochers le long de l'ancien volcan El Mojon et de la Punta del Jurado comptent les restes de quelques tunnels de lave. Le nord de la côte est occupé par un imposant champ de lave ʻaʻā.

## Accès
La plage est accessible à pied, par le sentier côtier, depuis le village d'El Golfo situé 2 kilomètres au sud

## Classement
Le site fait partie du Parc national de Timanfaya 

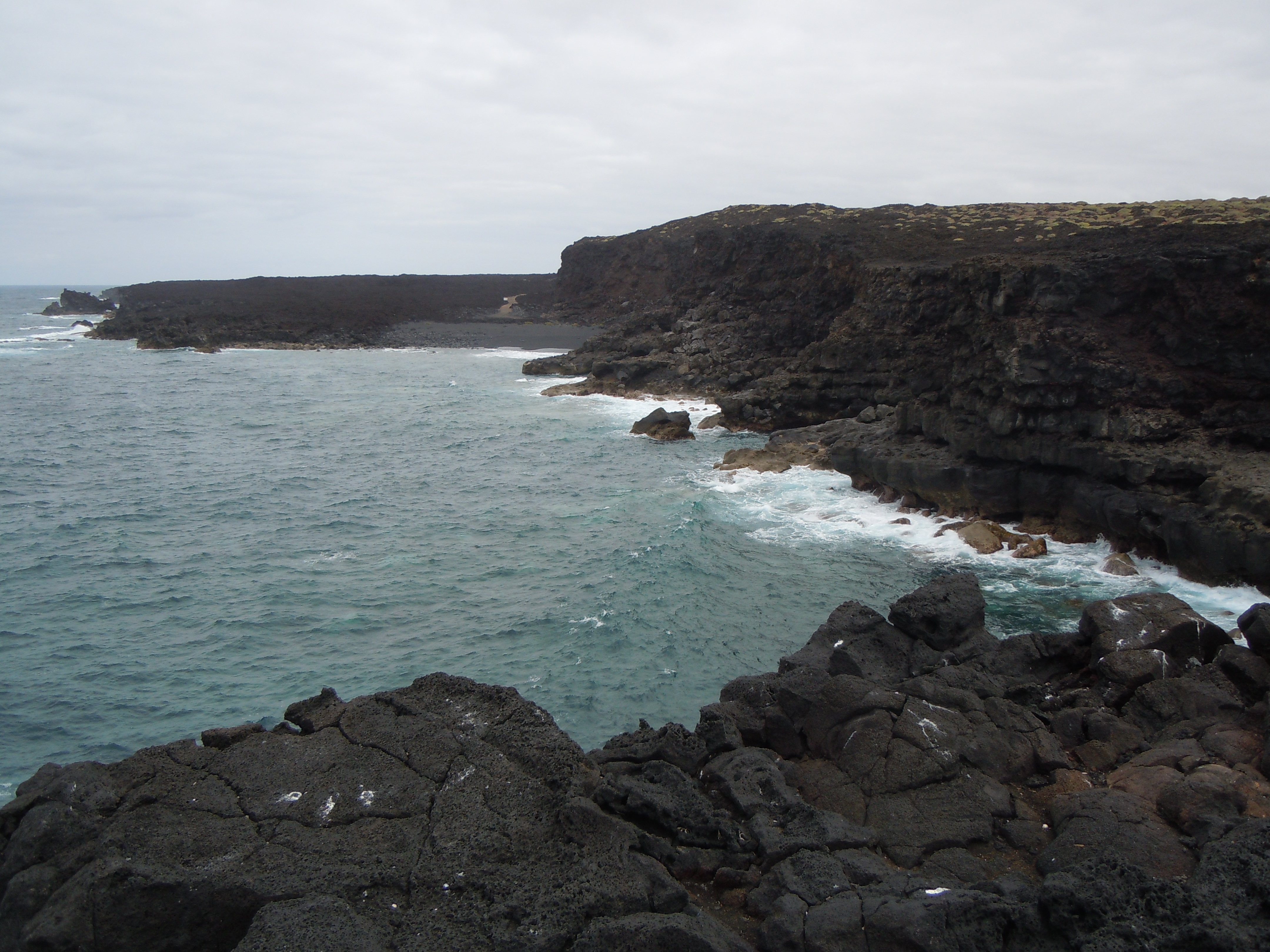
Vue du site depuis le Punta del Jurado.
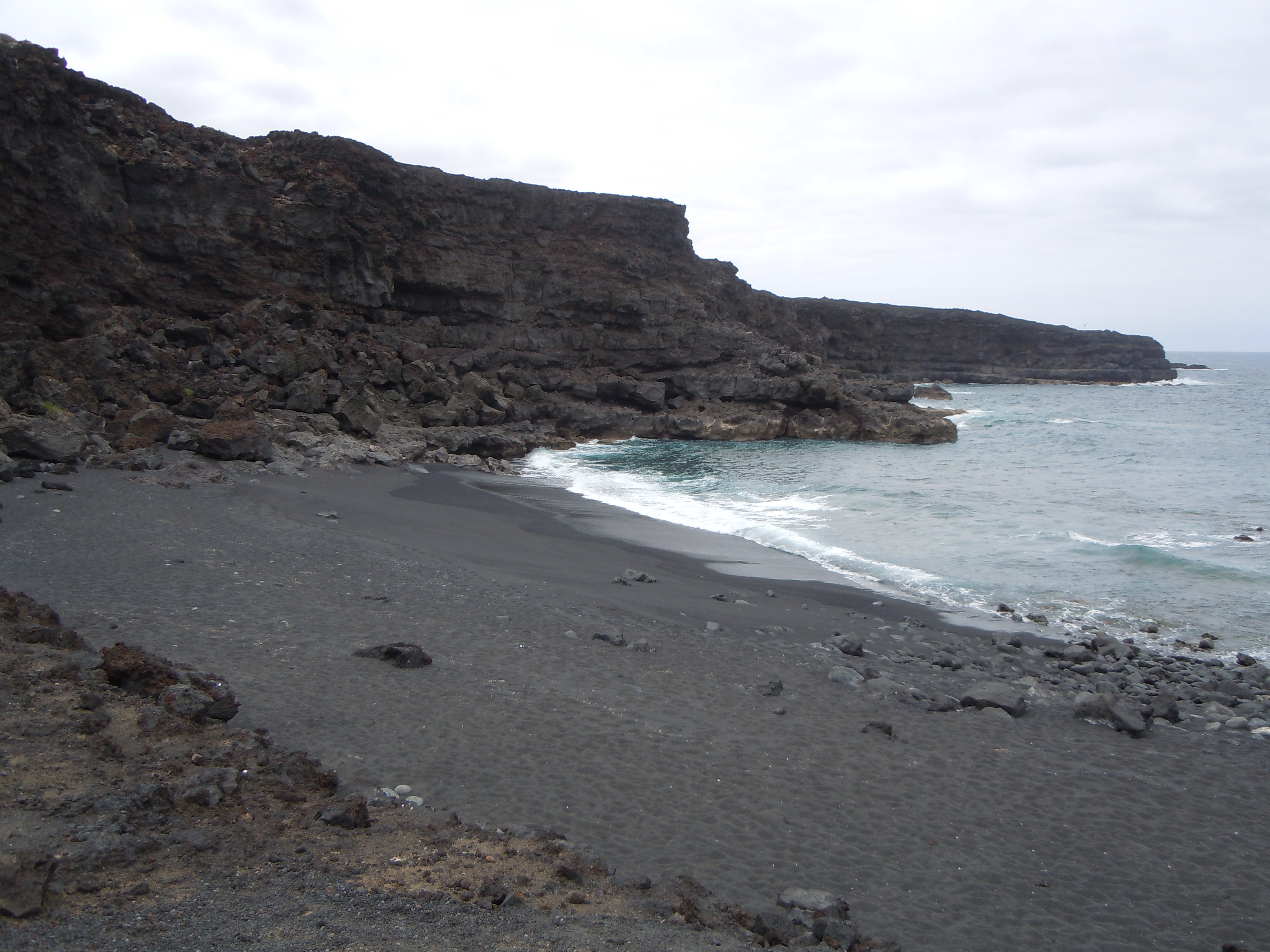
Plage de gravier noir.
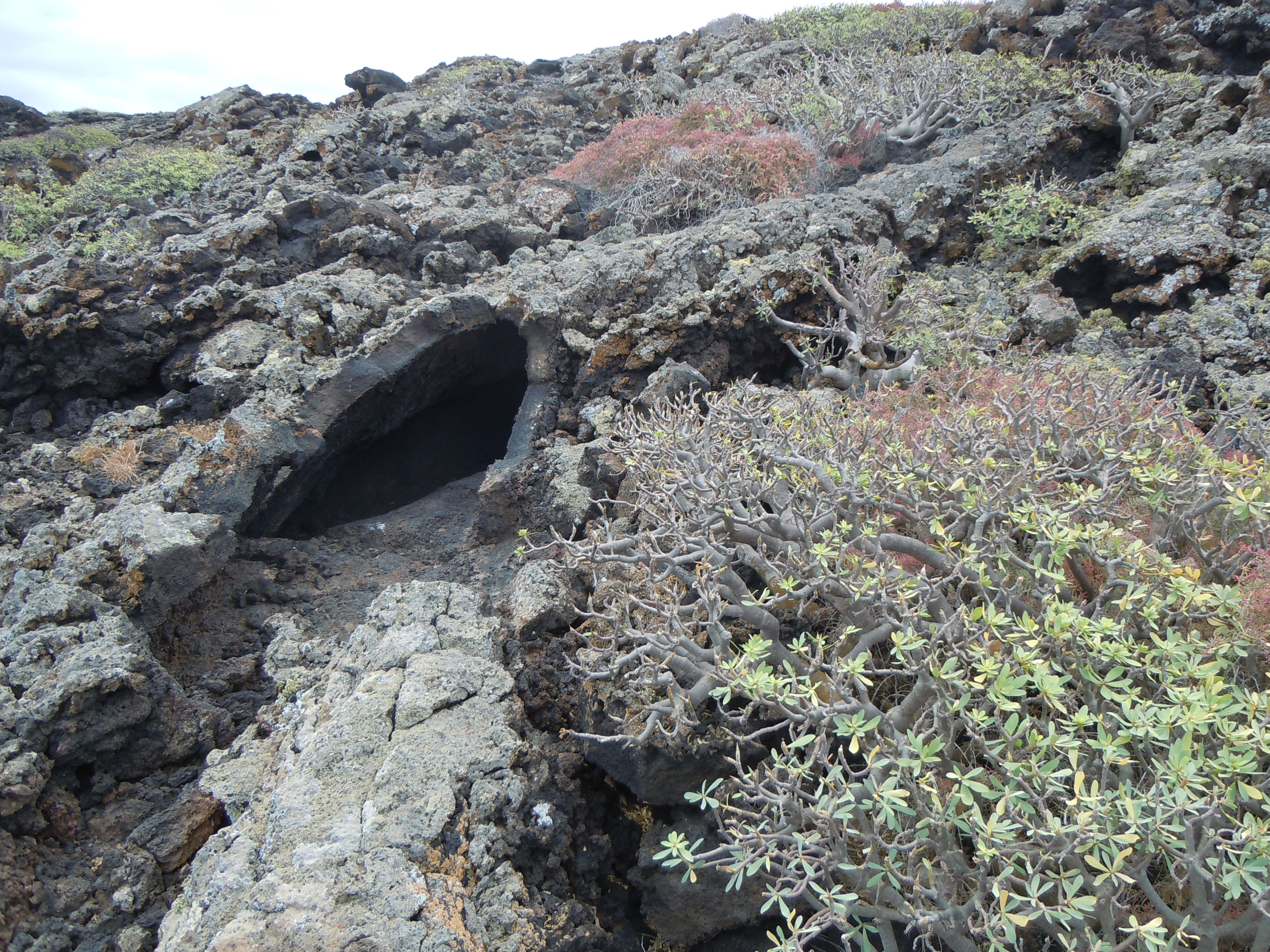
Tube de lave.
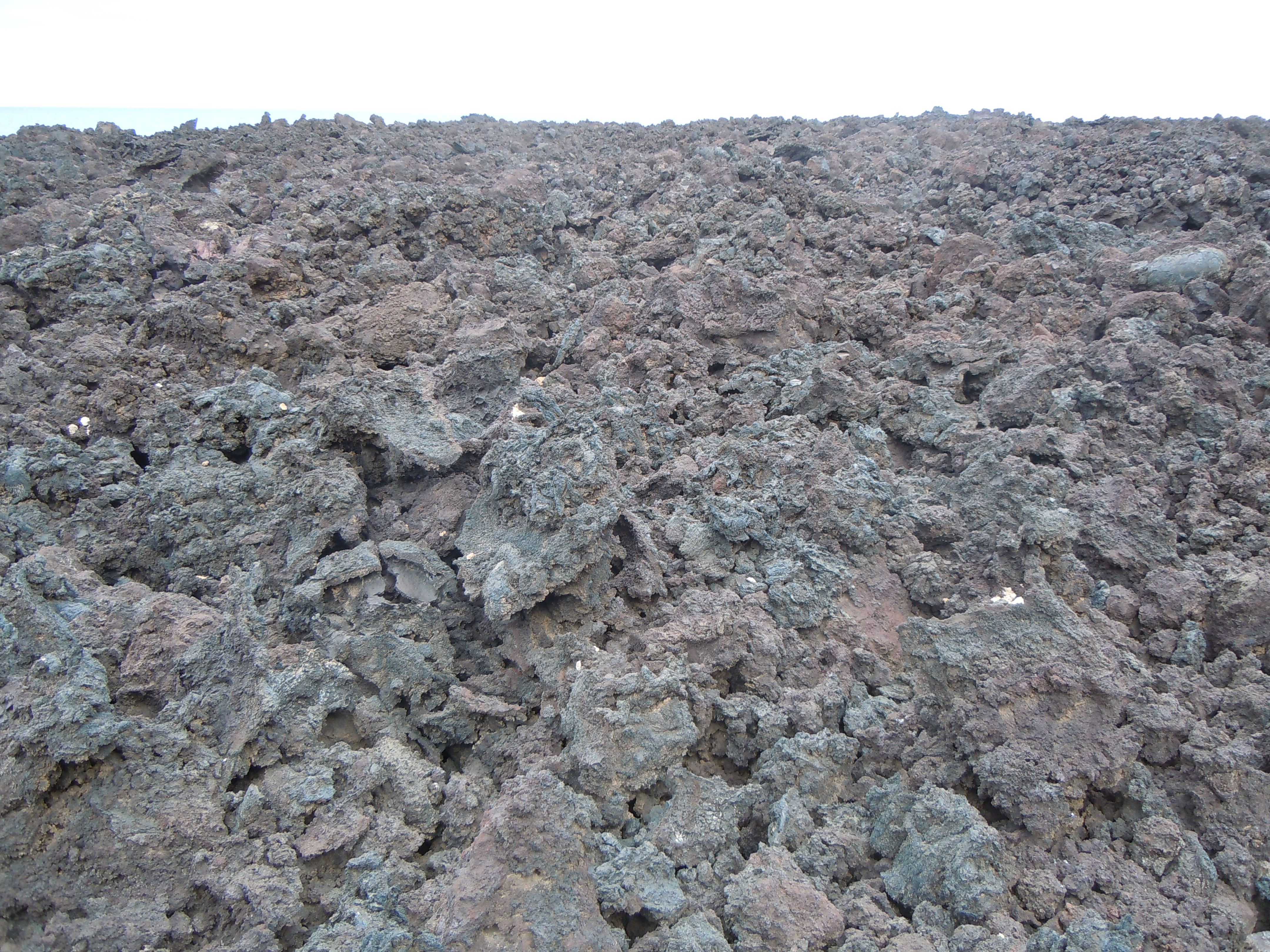
Champ de lave ʻaʻā.

## Flore
La végétation pionnière des champs de lave est constituée essentiellement de Suaeda ifniensis et Euphorbia balsamifera.